# 교도소 여성주의

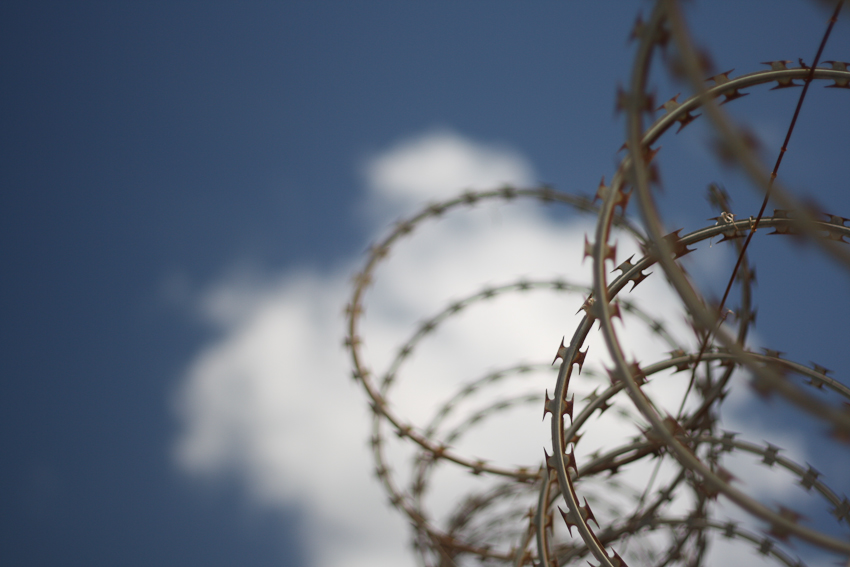

교도소 여성주의(Carceral feminism), 또는 교도소 페미니즘은 여성에 대한 범죄에 대해 형량을 올리는 것을 추구하는 여성주의이다.
페미니스트 및 젠더 문제를 다루는 징역형을 강화하고 늘리는 것을 옹호하는 페미니즘 유형에 대한 중요한 용어이다. 더 가혹하고 더 긴 징역형이 이러한 문제를 해결하는 데 도움이 될 것이라는 믿음이다. "카세랄 페미니즘"이라는 문구는 페미니스트 사회학자 엘리자베스 번스타인이 2007년에 쓴 "'신폐지주의'의 성적 정치학"이라는 글에서 만들어졌다. 번스타인은 미국의 현대 반인신매매 운동을 조사하면서 모든 형태의 성노동을 성매매로 규정하는 일종의 페미니스트 운동을 설명하기 위해 이 용어를 도입했다. 그녀는 이것이 성산업에서 여성의 권리를 잠식하고 다른 중요한 페미니스트 문제에 초점을 맞추지 않고 신자유주의 의제를 확장한다고 제안하면서 역행 단계로 보고 있다.

## 같이 보기
- 형벌 포퓰리즘